# Амелин, Степан Васильевич
Степан Васильевич Амелин — советский учёный, доктор технических наук, профессор, заслуженный деятель науки и техники РСФСР.

## Биография
Родился в 1909 году в Нижегородской губернии. Член КПСС.
С 1924 года — на хозяйственной, общественной и политической работе. В 1924—1994 гг. — путевой работник станции Завитая Уссурийской железной дороги, работник железнодорожного транспорта СССР, доцент кафедры «Путь и путевое хозяйство» Новосибирского института, заведующий кафедрой «Путь и путевое хозяйство» Днепропетровского института инженеров транспорта в эвакуации, декан строительного факультета Днепропетровского института инженеров транспорта, заведующий кафедрой, профессор кафедры «Железнодорожный путь» ЛИИЖТ.
За разработку и внедрение стрелочных переводов с непрерывной поверхностью катания был в составе коллектива удостоен премии Совета Министров СССР.
Умер в Санкт-Петербурге в 1994 году.